# Sklavókampos
Sklavókampos (en griego, Σκλαβόκαμπος) es un yacimiento arqueológico de Grecia ubicado en la isla de Creta, en la unidad periférica de Heraclión y en el municipio de Malevizi, a unos 8 km de Tiliso. 
En este yacimiento arqueológico se ha encontrado una villa minoica de al menos dos pisos de altura cuya destrucción, por fuego, se produjo en el periodo minoico tardío IB. Entre los hallazgos hay numerosos sellos de arcilla que indican que el lugar estaba relacionado con otras partes de Creta como Zakro, Gurnia y Hagia Triada. También se han encontrado vasos de cerámica, un martillo de piedra, una cabeza de toro de arcilla y una daga de bronce, entre otros objetos. Una de las habitaciones se cree que estaba destinada para el culto y otras eran espacios de almacenamiento.
Este yacimiento fue descubierto durante la construcción de una carretera en la década de 1930. Fue excavado por Spyridon Marinatos.